# Singly na prvním místě v roce 1980 (USA)
Jedničky americké hitparády Hot 100 za rok 1980 podle časopisu Billboard.
| Datum vydání | Skladba                            | Interpret                |
| 5. leden     | Please Don't Go                    | KC and the Sunshine Band |
| 12. leden    | Escape                             | Rupert Holmes            |
| 19. leden    | Rock with You                      | Michael Jackson          |
| 26. leden    | Rock with You                      | Michael Jackson          |
| 2. únor      | Rock with You                      | Michael Jackson          |
| 9. únor      | Rock with You                      | Michael Jackson          |
| 16. únor     | Do That to Me One More Time        | Captain & Tennille       |
| 23. únor     | Crazy Little Thing Called Love     | Queen                    |
| 1. březen    | Crazy Little Thing Called Love     | Queen                    |
| 8. březen    | Crazy Little Thing Called Love     | Queen                    |
| 15. březen   | Crazy Little Thing Called Love     | Queen                    |
| 22. březen   | Another Brick in the Wall, Part II | Pink Floyd               |
| 29. březen   | Another Brick in the Wall, Part II | Pink Floyd               |
| 5. duben     | Another Brick in the Wall, Part II | Pink Floyd               |
| 12. duben    | Another Brick in the Wall, Part II | Pink Floyd               |
| 19. duben    | Call Me                            | Blondie                  |
| 26. duben    | Call Me                            | Blondie                  |
| 3. květen    | Call Me                            | Blondie                  |
| 10. květen   | Call Me                            | Blondie                  |
| 17. květen   | Call Me                            | Blondie                  |
| 24. květen   | Call Me                            | Blondie                  |
| 31. květen   | Funkytown                          | Lipps Inc                |
| 7. červen    | Funkytown                          | Lipps Inc                |
| 14. červen   | Funkytown                          | Lipps Inc                |
| 21. červen   | Funkytown                          | Lipps Inc                |
| 28. červen   | Coming Up (Live at Glasgow)        | Paul McCartney & Wings   |
| 5. červenec  | Coming Up (Live at Glasgow)        | Paul McCartney & Wings   |
| 12. červenec | Coming Up (Live at Glasgow)        | Paul McCartney & Wings   |
| 19. červenec | It's Still Rock and Roll to Me     | Billy Joel               |
| 26. červenec | It's Still Rock and Roll to Me     | Billy Joel               |
| 2. srpen     | Magic                              | Olivia Newton-Johnová    |
| 9. srpen     | Magic                              | Olivia Newton-Johnová    |
| 16. srpen    | Magic                              | Olivia Newton-Johnová    |
| 23. srpen    | Magic                              | Olivia Newton-Johnová    |
| 30. srpen    | Sailing                            | Christopher Cross        |
| 6. září      | Upside Down                        | Diana Ross               |
| 13. září     | Upside Down                        | Diana Ross               |
| 20. září     | Upside Down                        | Diana Ross               |
| 27. září     | Upside Down                        | Diana Ross               |
| 4. říjen     | Another One Bites the Dust         | Queen                    |
| 11. říjen    | Another One Bites the Dust         | Queen                    |
| 18. říjen    | Another One Bites the Dust         | Queen                    |
| 25. říjen    | Woman in Love                      | Barbra Streisand         |
| 1. listopad  | Woman in Love                      | Barbra Streisand         |
| 8. listopad  | Woman in Love                      | Barbra Streisand         |
| 15. listopad | Lady                               | Kenny Rogers             |
| 22. listopad | Lady                               | Kenny Rogers             |
| 29. listopad | Lady                               | Kenny Rogers             |
| 6. prosinec  | Lady                               | Kenny Rogers             |
| 13. prosinec | Lady                               | Kenny Rogers             |
| 20. prosinec | Lady                               | Kenny Rogers             |
| 27. prosinec | (Just Like) Starting Over          | John Lennon              |